# Hans Leutenegger
Hans Leutenegger (Bichelsee-Balterswil, 16 de enero de 1940) es un deportista suizo que compitió en bobsleigh. Participó en los Juegos Olímpicos de Sapporo 1972, obteniendo una medalla de oro en la prueba cuádruple.

## Palmarés internacional
| Juegos Olímpicos | Juegos Olímpicos | Juegos Olímpicos | Juegos Olímpicos |
| Año              | Lugar            | Medalla          | Prueba           |
| ---------------- | ---------------- | ---------------- | ---------------- |
| 1972             | Sapporo (Japón)  | Medalla de oro   | Cuádruple        |